# Remschlitz
Remschlitz ist ein Gemeindeteil von Wilhelmsthal im Landkreis Kronach (Oberfranken, Bayern).

## Geographie
Das Dorf liegt an der Remschlitz, einem linken Zufluss der Kronach. Eine Gemeindeverbindungsstraße führt an Kotschersgrund vorbei nach Eichenleithen (0,9 km nordwestlich) bzw. nach Friesen zur Staatsstraße 2200 (2,4 km westlich). Eine weitere Gemeindeverbindungsstraße führt nach Zeyern zur Bundesstraße 173 (1 km südöstlich).

## Geschichte
Gegen Ende des 18. Jahrhunderts gab es in Remschlitz 5 Anwesen (1 Gehöft, 1 Söldengut, 1 halbes Söldengut, 1 Viertelsöldengut, 1 Haus). Das Hochgericht übte das bambergische Centamt Kronach aus. Die Grundherrschaft über die Anwesen hatte das Kastenamt Kronach.
Mit dem Ersten Gemeindeedikt wurde Remschlitz dem 1808 gebildeten Steuerdistrikt Friesen und der 1818 gebildeten Ruralgemeinde Roßlach zugewiesen. Am 1. Januar 1978 wurde Remschlitz im Zuge der Gebietsreform in Bayern in die Gemeinde Steinberg eingegliedert, die am 1. Mai 1978 nach Wilhelmsthal eingemeindet wurde.

### Einwohnerentwicklung
| Jahr      | 001818 | 001861 | 001871 | 001885 | 001900 | 001925 | 001950 | 001961 | 001970 | 001987 |
| Einwohner | 33     | 35     | 35     | 45     | 23     | 48     | 45     | 34     | 82     | 85     |
| Häuser    | 4      |        |        | 8      | 6      | 7      | 6      | 5      |        | 19     |
| Quelle    | [ 5 ]  | [ 7 ]  | [ 8 ]  | [ 9 ]  | [ 10 ] | [ 11 ] | [ 12 ] | [ 13 ] | [ 14 ] | [ 1 ]  |

## Religion
Der Ort ist römisch-katholisch geprägt und gehörte zur Pfarrei St. Georg in Friesen, ursprünglich eine Filiale von Kronach. Seit Ende des 19. Jahrhunderts gehört er zur Pfarrei St. Leonhard in Zeyern.